# Paul Reubens
Paul Reubens, właśc. Paul Rubenfeld (ur. 27 sierpnia 1952 w Peekskill, zm. 30 lipca 2023 w Los Angeles) – amerykański aktor, komik, scenarzysta, producent filmowy i animator dla dzieci.
Stworzył postać Pee-wee Hermana w programie The Pee-wee Herman Show (1981), serialu komediowym CBS Pee-wee’s Playhouse (1986–1990) i kinowej komedii familijnej Randala Kleisera Pee-wee Herman w cyrku (1988), za którą był nominowany do Nickelodeon Kids’ Choice Awards 1989 jako ulubiony aktor filmowy. Kolejne występy jako Pee-wee Herman w telewizyjnych komediach muzycznych – Christmas at Pee-wee’s Playhouse (1988) i The Pee-Wee Herman Show on Broadway (2011) przyniosły mu nominację do nagrody Emmy.
20 lipca 1988 otrzymał własną gwiazdę w Alei Gwiazd w Los Angeles znajdującą się przy 6562 Hollywood Boulevard.

## Życiorys
Urodził się w Peekskill w stanie Nowy Jork w rodzinie pochodzenia żydowskiego jako syn nauczycielki Judy (z domu Rosen) i Miltona Rubenfelda, właściciela sklepu z lampami i sprzedawcy samochodów. Jego ojciec jako pilot latał dla Royal Air Force Wielkiej Brytanii i United States Army Air Forces podczas II wojny światowej, a później został jednym z pilotów–założycieli Sił Powietrznych Izraela podczas wojny arabsko–izraelskiej w 1948. Ortodoksyjny Żyd, był jednym z pięciu żydowskich pilotów latających przeciwko siłom arabskim w przemycanych myśliwcach. Reubens dorastał w Sarasocie na Florydzie. Następnie większość swojego dzieciństwa spędził w Oneoncie w stanie Nowy Jork. Miał młodsze rodzeństwo – siostrę Abby (ur. 1953), która została prawniczką i brata Luke’a (ur. 1958), który został treserem psów. Jako dziecko bywał w Ringling Bros. i Barnum & Bailey Circus, których zimowa siedziba znajdowała się w Sarasocie. Atmosfera cyrku wzbudziła zainteresowanie Reubensa rozrywką i wpłynęła na jego późniejszą twórczość. Uwielbiał też oglądać powtórki sitcomu Kocham Lucy. W wieku 5 lat Reubens poprosił ojca, aby zbudował dla niego scenę, na której on i jego rodzeństwo będą odgrywać sztuki.
Reubens uczęszczał do liceum Sarasota High School, gdzie został prezesem National Thespian Society. Został przyjęty do letniego programu Northwestern University dla uzdolnionych uczniów szkół średnich, dołączył do lokalnego Asolo Theatre, Players of Sarasota Theatre i pojawił się w kilku sztukach. Po ukończeniu szkoły średniej uczęszczał na Uniwersytet Bostoński i zaczął brać udział w przesłuchaniach do szkół aktorskich. Został odrzucony przez kilka szkół, w tym Juilliard School i dwukrotnie przez Carnegie Mellon University, zanim został przyjęty do California Institute of the Arts. Reubens przeniósł się do Kalifornii, gdzie pracował w kuchniach restauracji i jako sprzedawca Fuller Brush.
W latach 70. Reubens zaczął występować w lokalnych klubach komediowych i wystąpił czteryrazy gościnnie w The Gong Show. Wkrótce dołączył do grupy improwizatorów The Groundlings z siedzibą w Los Angeles. Pozostał członkiem trupy przez sześć lat, współpracując m.in. z Philem Hartmanem. Hartman i Reubens zostali przyjaciółmi i często razem pisali i pracowali nad materiałem. Debiutował na kinowym ekranie w niewielkiej roli kelnera w komedii muzycznej Johna Landisa Blues Brothers (1980).
Zmarł w wieku 70 lat na chorobę nowotworową, z którą zmagał się od sześciu lat, ale nie ujawnił swojej diagnozy opinii publicznej.

## Filmografia

### Filmy
- 1980: Blues Brothers jako kelner Chez Paul
- 1984: Pulpety II jako Albert / Hara Krishna
- 1985: Wielka przygoda Pee Wee Hermana jako Pee-Wee Herman
- 1986: Ucieczka nawigatora jako Trimaxion / Max (głos)
- 1992: Powrót Batmana jako ojciec Pingwina
- 1992: Buffy postrach wampirów jako Amilyn
- 1993: Miasteczko Halloween jako Lock (głos)
- 1996: Apartament dla orangutana jako Buck LaFarge
- 1996: Matylda jako agent FBI Bob
- 1997: Piękna i Bestia. Zaczarowane święta jako Fife (głos)
- 1998: Dr Dolittle jako Raccoon (głos)
- 1999: Superbohaterowie jako Spleen
- 2001: Blow jako Derek Foreal
- 2004: Pupilek jako Dennis (głos)
- 2006: Rzeź jako Frank Baker
- 2007: Reno 911!: Miami jako sir Terrence Benedino
- 2011: Smerfy jako Zgrywus (głos)
- 2013: Tom i Jerry: Magiczna fasola jako Wiewiór (głos)
- 2013: Scooby Doo: Mechaniczny pies jako Irv (głos)
- 2013: Smerfy 2 jako Zgrywus (głos)

### Seriale
- 1980: Figle z Flintstonami jako zakręcony Frankenstone (głos)
- 1981: Mork i Mindy jako Dickie Nimitz
- 1985: Saturday Night Live jako Pee-wee Herman (gospodarz)
- 1988: Ulica Sezamkowa
- 1995–1997: Murphy Brown jako Andrew J. Lansing III
- 1996: Wszyscy kochają Raymonda jako Russell
- 2001: Ally McBeal jako Louis
- 2006: Posterunek w Reno jako Rick
- 2007: Rockefeller Plaza 30 jako Gerhardt Hapsburg
- 2007: Gdzie pachną stokrotki jako Oscar Vibenius
- 2012–2015: Robot Chicken jako Człowiek–Zagadka / Plażowicz (głos)
- 2014, 2016: Amerykański tata jako Wyatt Borden (głos)
- 2015: Penn Zero – bohater na pół etatu jako mleczarz (głos)
- 2015–2017: Gotham jako Elijah Van Dahl
- 2017: Penn Zero – bohater na pół etatu jako mleczarz / Butterman (głos)
- 2018–2019: DC’s Legends of Tomorrow jako Dybuk (głos)
- 2019: Co robimy w ukryciu jako Paul
- 2019: The Conners jako Sandy Bitensky
- 2023: Bob’s Burgers jako masażysta Pat (głos)